# 김용진 (교수)
김용진(1975년 5월 31일 ~ )은 대한민국의 경제학자이다.

## 학력
- 런던 정치경제대학교 경제학 박사[2]
- 런던 정치경제대학교 경제학 석사
- 케임브리지 대학교 트리니티 칼리지 경제학 학사

## 주요 경력
- 연세대학교 상경대학 경제학부 교수[3][4]
- 서던캘리포니아 대학교 경제학과 교수

## 주요 저서
- The Price of Experience, American Economic Review, 2015, 105(2), 784-815.[5]